# Rio Ruidoso
Rio Ruidoso é um rio com 48 km de comprimento localizado nas montanhas de Sierra Blanca e Sacramento nos condados de Lincoln e Otero, no Novo México, nos Estados Unidos. O rio faz parte da Bacia Hidrográfica do Rio Ruidoso.